# Wereldkampioenschappen zwemmen 2011 – 1500 meter vrije slag vrouwen
De 1500 meter vrije slag vrouwen op de wereldkampioenschappen zwemmen 2011 vond plaats op 25 juli, series, en 26 juli 2011, finale. Omdat het zwembad waarin de wedstrijd gehouden werd 50 meter lang is, bestond de race uit 30 baantjes. Na afloop van de series kwalificeerden de snelste zestien zwemmers zich voor de halve finales, de snelste acht uit de halve finales gingen door naar de finale. Regerend wereldkampioen was Alessia Filippi uit Italië.

## Podium
| Goud        | Goud | Zilver       | Zilver | Brons     | Brons |
| ----------- | ---- | ------------ | ------ | --------- | ----- |
| Lotte Friis | DEN  | Kate Ziegler | USA    | Li Xuanxu | CHN   |

## Records
Voorafgaand aan het toernooi waren dit het wereldrecord en het kampioenschapsrecord
| Wereldrecord         | Kate Ziegler    | 15.42,54 | Mission Viejo | 17 juni 2007 |
| Kampioenschapsrecord | Alessia Filippi | 15.44,93 | Rome          | 28 juli 2009 |

## Uitslagen

### Series
| Rang | Serie | Baan | Naam                     | Land                | Tijd     | Bijz. |
| ---- | ----- | ---- | ------------------------ | ------------------- | -------- | ----- |
| 1    | 4     | 4    | Lotte Friis              | Denemarken          | 16.00,47 | Q     |
| 2    | 3     | 7    | Shao Yiwen               | China               | 16.01,72 | Q     |
| 3    | 4     | 5    | Kate Ziegler             | Verenigde Staten    | 16.02,53 | Q     |
| 4    | 3     | 6    | Kristel Köbrich          | Chili               | 16.03,50 | Q     |
| 5    | 4     | 7    | Wendy Trott              | Zuid-Afrika         | 16.05,63 | Q     |
| 6    | 4     | 3    | Li Xuanxu                | China               | 16.05,82 | Q     |
| 7    | 3     | 4    | Melissa Gorman           | Australië           | 16.07,39 | Q     |
| 8    | 3     | 5    | Erika Villaécija         | Spanje              | 16.12,45 | Q     |
| 9    | 4     | 6    | Chloe Sutton             | Verenigde Staten    | 16.13,20 |       |
| 10   | 2     | 4    | Grainne Murphy           | Ierland             | 16.14,81 |       |
| 11   | 3     | 3    | Éva Risztov              | Hongarije           | 16.22,60 |       |
| 12   | 2     | 5    | Keri-Anne Payne          | Verenigd Koninkrijk | 16.23,11 |       |
| 13   | 3     | 2    | Martina Rita Caramignoli | Italië              | 16.23,75 |       |
| 14   | 4     | 2    | Andreina Pinto           | Venezuela           | 16.23,96 |       |
| 15   | 2     | 3    | Jessica Ashwood          | Australië           | 16.25,85 |       |
| 16   | 4     | 8    | Patricia Castañeda       | Mexico              | 16.26,36 |       |
| 17   | 2     | 6    | Camelia Potec            | Roemenië            | 16.29,79 |       |
| 18   | 2     | 8    | Julia Hassler            | Liechtenstein       | 16.34,74 |       |
| 19   | 2     | 2    | Marianna Lymperta        | Griekenland         | 16.35,16 |       |
| 20   | 3     | 1    | Savannah King            | Canada              | 16.35,67 |       |
| 21   | 2     | 7    | Nina Dittrich            | Oostenrijk          | 16.37,15 |       |
| 22   | 2     | 1    | Charetzeni Escobar       | Mexico              | 16.40,09 |       |
| 23   | 1     | 4    | Han Na-kyeong            | Zuid-Korea          | 17.06,37 |       |
| 24   | 3     | 8    | Maja Cesar               | Slovenië            | 17.22,42 |       |
| 25   | 1     | 5    | Yesim Giresunlu          | Turkije             | 17.23,60 |       |
| 26   | 1     | 3    | Simona Marinova          | Moldavië            | 17.44,99 |       |
| –    | 4     | 1    | Cecilia Biagoli          | Argentinië          |          | DNS   |

### Finale
| Rang   | Naam             | Land             | Tijd     | Baan | Bijz. |
| ------ | ---------------- | ---------------- | -------- | ---- | ----- |
| Goud   | Lotte Friis      | Denemarken       | 15.49,59 | 4    |       |
| Zilver | Kate Ziegler     | Verenigde Staten | 15.55,60 | 3    |       |
| Brons  | Li Xuanxu        | China            | 15.58,02 | 7    |       |
| 4      | Kristel Köbrich  | Chili            | 16.05,11 | 6    |       |
| 5      | Melissa Gorman   | Australië        | 16.05,98 | 1    |       |
| 6      | Wendy Trott      | Zuid-Afrika      | 16.06,02 | 2    |       |
| 7      | Erika Villaécija | Spanje           | 16.09,71 | 8    |       |
| 8      | Shao Yiwen       | China            | 16.12,01 | 5    |       |